# Kocewo
Kocewo (dawn. Myślin-Kocewo) – wieś w Polsce położona w województwie mazowieckim, w powiecie żuromińskim, w gminie Bieżuń.  Ma status sołectwa. Leży nad rzeką Wkrą.
| SIMC    | Nazwa   | Rodzaj  |
| ------- | ------- | ------- |
| 0112101 | Kocewko | kolonia |

Wierni Kościoła rzymskokatolickiego należą do parafii św. Stanisława Biskupa Męczennika w Bieżuniu.
W latach 1975–1998 miejscowość administracyjnie należała do województwa ciechanowskiego.